# Liste brasilianisch-portugiesischer Städte- und Gemeindepartnerschaften
Dies ist eine Liste der Städte- und Gemeindepartnerschaften zwischen Brasilien und Portugal.
Je 69 brasilianische und portugiesische Kommunen sind freundschaftlich verbunden oder streben dies an (Stand 2015). In beiden Ländern sind dabei eine Reihe Orte mit mehreren Orten verbunden. Zum Teil gehen diese Partnerschaften auf den gleichen Ortsnamen zurück: oftmals wählten portugiesische Auswanderer in Brasilien als Ortsnamen ihrer Neugründungen den Namen ihres Heimatortes in Portugal. Damit sind diese Städtepartnerschaften ein weiterer Ausdruck der langen und intensiven brasilianisch-portugiesischen Beziehungen.
Als erste brasilianisch-portugiesische Partnerschaft kann die 1970 eingegangene Städtefreundschaft zwischen Belém do Pará (Brasilien) und Aveiro (Portugal) gelten.

## Liste der Städtepartnerschaften und -freundschaften
| Portugiesischer Ort    | Brasilianischer Ort    | Seit      | Anmerkung                       |
| ---------------------- | ---------------------- | --------- | ------------------------------- |
| Abrantes               | Porto Seguro           | 2012      | Kooperationsabkommen            |
| Águeda                 | Rio Grande             | 1993      |                                 |
| Alandroal              | Curitiba               | ungenannt |                                 |
| Alandroal              | Jerumenha              | ungenannt |                                 |
| Amadora                | Piracicaba             | 2000      |                                 |
| Angra do Heroísmo      | Salvador               | 1985      |                                 |
| Angra do Heroísmo      | Florianópolis          | 1994      |                                 |
| Angra do Heroísmo      | Gramado                | 2004      |                                 |
| Ansião                 | Santos                 | 1996      |                                 |
| Ansião                 | São Vicente            | 2010      |                                 |
| Arganil                | Rio de Janeiro         | 1999      |                                 |
| Arouca                 | Santos                 | ungenannt |                                 |
| Aveiro                 | Belém do Pará          | 1970      |                                 |
| Aveiro                 | Cubatão                | 1992      |                                 |
| Aveiro                 | Pelotas                | 1996      |                                 |
| Barcelos               | Recife                 | 2010      | Kooperationsabkommen            |
| Belmonte               | Santa Cruz Cabrália    | 1999      |                                 |
| Belmonte               | Belmonte               | 1999      |                                 |
| Belmonte               | São Vicente            | 2000      |                                 |
| Belmonte               | Porto Seguro           | ungenannt |                                 |
| Belmonte               | Ouro Preto             | 2015      |                                 |
| Braga                  | Santo André            | ungenannt |                                 |
| Bragança               | Bragança Paulista      | 2004      |                                 |
| Caldas da Rainha       | Poços de Caldas        | ungenannt |                                 |
| Campo Maior            | Campo Maior            | 2010      |                                 |
| Cantanhede             | Cantanhede             | 1995      |                                 |
| Cartaxo                | Bento Gonçalves        | ungenannt |                                 |
| Cascais                | Vitória                | 1996      |                                 |
| Cascais                | Guarujá                | 2001      |                                 |
| Cascais                | Campinas               | 2012      |                                 |
| Castelo Branco         | Umuarama               | 1993      |                                 |
| Castelo Branco         | Petrolina              | 1993      |                                 |
| Celorico de Basto      | Catanduva              | ungenannt |                                 |
| Coimbra                | Santos                 | 1980      |                                 |
| Coimbra                | Curitiba               | 1995      |                                 |
| Coimbra                | São Paulo              | 1997      |                                 |
| Covilhã                | Blumenau               | 2005      | Kooperationsabkommen            |
| Crato                  | Crato                  | ungenannt |                                 |
| Espinho                | Limoeiro do Norte      | 2009      |                                 |
| Fafe                   | Porto Seguro           | 1993      |                                 |
| Felgueiras             | Santa Cruz Cabrália    | 1996      |                                 |
| Funchal                | Santos                 | 1988      |                                 |
| Fundão                 | Campinas               | 2012      |                                 |
| Góis                   | São Paulo              |           | seit 2000 in Anbahnung          |
| Guimarães              | Londrina               | 1987      |                                 |
| Guimarães              | Rio de Janeiro         | 1999      |                                 |
| Ílhavo                 | Paraty                 | 2000      |                                 |
| Lagoa                  | Biguaçu                | 2010      |                                 |
| Lagos                  | Porto Seguro           | ungenannt | Kooperationsabkommen            |
| Leiria                 | Maringá                | 1982      |                                 |
| Lissabon               | Rio de Janeiro         | 1980      | 2006 neues Kooperationsabkommen |
| Lissabon               | Brasília               | 1985      |                                 |
| Lissabon               | Salvador               | 1995      |                                 |
| Lissabon               | Curitiba               | 2005      | Kooperationsabkommen            |
| Loulé                  | Aquiraz                | ungenannt | Kooperationsabkommen            |
| Manteigas              | Santa Cruz Cabrália    | 1999      |                                 |
| Marvão                 | Castelo do Piauí       | ungenannt |                                 |
| Matosinhos             | Congonhas              | 1986      |                                 |
| Montemor-o-Velho       | São José dos Pinhais   | 1997      |                                 |
| Montijo                | Luís Eduardo Magalhães | 2006      |                                 |
| Óbidos                 | Gramado                | 2008      |                                 |
| Oeiras                 | Oeiras do Piauí        | 1988      |                                 |
| Ovar                   | João Pessoa            | 1996      |                                 |
| Penacova               | Nova Friburgo          | 2019      |                                 |
| Ponta Delgada          | Florianópolis          | ungenannt |                                 |
| Portalegre             | Portalegre             | 2005      |                                 |
| Porto                  | Recife                 | 1981      |                                 |
| Porto                  | Santos                 | 2015      |                                 |
| Praia da Vitória       | Florianópolis          | 1993      |                                 |
| Ribeira de Pena        | Santa Cruz Cabrália    | 1992      |                                 |
| Ribeira Grande         | Porto Alegre           | 1982      | 1993 erneuert                   |
| Santarém               | Santarém               | 1994      |                                 |
| Santarém               | São Vicente            | 2000      |                                 |
| Santarém               | Belém                  |           | in Anbahnung                    |
| Santarém               | Natal                  | ungenannt | Kooperationsabkommen            |
| Santarém               | Santos                 | ungenannt | Kooperationsabkommen            |
| Santo Tirso            | Rio de Janeiro         | 2000      |                                 |
| Santo Tirso            | Nova Friburgo          | ungenannt |                                 |
| São João da Madeira    | Novo Hamburgo          | 1996      |                                 |
| Seixal                 | Assis Chateaubriand    | 1997      |                                 |
| Serpa                  | Santana de Parnaíba    | 2003      |                                 |
| Serpa                  | Itabira                | 2003      |                                 |
| Serpa                  | Olinda                 | 2003      |                                 |
| Setúbal                | Porto Seguro           | 2000      |                                 |
| Silves                 | Aquiraz                | 2008      |                                 |
| Sintra                 | Petrópolis             | 1997      |                                 |
| Soure                  | Soure                  | 1994      |                                 |
| Vagos                  | Ceará-Mirim            | 1999      |                                 |
| Vale de Cambra         | Teresópolis            |           | seit 1995 in Anbahnung          |
| Valongo                | Fortaleza              | 1998      |                                 |
| Viana do Alentejo      | Igarassu               | 2003      |                                 |
| Viana do Alentejo      | Porto Seguro           | 1997      |                                 |
| Viana do Alentejo      | Viana                  | 2007      |                                 |
| Viana do Castelo       | Igarassu               | 2003      |                                 |
| Viana do Castelo       | Itajaí                 | 1995      |                                 |
| Viana do Castelo       | Cabedelo               | 2003      |                                 |
| Viana do Castelo       | Porto Seguro           | 1997      |                                 |
| Viana do Castelo       | Viana                  | 2007      |                                 |
| Viana do Castelo       | Alagoas                | 2006      | Bundesstaat                     |
| Vila do Conde          | Olinda                 | 1983      |                                 |
| Vila Nova de Famalicão | Caruaru                | 1999      |                                 |
| Vila Nova de Gaia      | Cotia                  | ungenannt |                                 |
| Viseu                  | Campinas               | 2010      |                                 |
| Viseu                  | Rio de Janeiro         | 2012      |                                 |